# Liste des guerres de la Bulgarie
Cette liste regroupe les guerres et conflits ayant vu la participation de la Bulgarie. Voici une légende facilitant la lecture de l'issue des guerres ci-dessous :
- Victoire bulgare
- Défaite bulgare
- Autre résultat (par exemple un traité ou une paix sans un résultat clair, un statu quo ante bellum, un résultat inconnu ou indécis)
- Conflit en cours

## Principauté de Bulgarie
| Début            | Fin         | Nom du conflit       | Belligérants                   | Belligérants      | Lieu             | Issue                                      |
| Début            | Fin         | Nom du conflit       | Alliés (y compris la Bulgarie) | Ennemis           | Lieu             | Issue                                      |
| ---------------- | ----------- | -------------------- | ------------------------------ | ----------------- | ---------------- | ------------------------------------------ |
| 14 novembre 1885 | 3 mars 1886 | Guerre serbo-bulgare | Principauté de Bulgarie        | Royaume de Serbie | Serbie, Bulgarie | Victoire bulgare Traité de Bucarest (1886) |

## Royaume de Bulgarie
| Début           | Fin              | Nom du conflit                              | Belligérants | Belligérants | Lieu                                                                            | Issue |
| Début           | Fin              | Nom du conflit                              | Alliés (y compris la Bulgarie) | Ennemis | Lieu                                                                            | Issue |
| --------------- | ---------------- | ------------------------------------------- | --- | --- | ------------------------------------------------------------------------------- | --- |
| 8 octobre 1912  | 30 mai 1913      | Première Guerre balkanique                  | Ligue balkanique : Royaume de Bulgarie Royaume de Serbie Royaume de Grèce Royaume du Monténégro | Empire ottoman | Balkans                                                                         | Victoire de la Ligue balkanique Traité de Londres (1913) |
| 16 juin 1913    | 18 juillet 1913  | Deuxième Guerre balkanique                  | Royaume de Bulgarie | Royaume de Roumanie Royaume de Serbie Royaume de Grèce Royaume du Monténégro Empire ottoman | Balkans                                                                         | Victoire de la coalition Traité de Bucarest (1913) |
| 28 juillet 1914 | 11 novembre 1918 | Première Guerre mondiale (La Grande Guerre) | Triple-Alliance : Autriche-Hongrie (depuis le 28 juillet 1914) Empire allemand (depuis le 1er août 1914) Empire ottoman (depuis le 2 novembre 1914) Royaume de Bulgarie (depuis le 14 octobre 1915) | Triple-Entente : Royaume de Serbie (depuis le 28 juillet 1914) Empire russe puis RSFS de Russie (du 1er août 1914 au 3 mars 1918) France (depuis le 3 août 1914) Royaume de Belgique (depuis le 4 août 1914) Luxembourg (depuis le 4 août 1914) Royaume-Uni de Grande-Bretagne et d'Irlande (depuis le 4 août 1914) Royaume du Monténégro (depuis le 5 août 1914) Empire du Japon (depuis le 23 août 1914) Royaume d'Italie (depuis le 23 mai 1915) Saint-Marin (depuis le 3 juin 1915) Portugal (depuis le 3 mars 1916) Royaume de Roumanie (depuis le 27 août 1916) États-Unis (depuis le 6 avril 1917) Cuba (depuis le 7 avril 1917) Panama (depuis le 7 avril 1917) Royaume de Grèce (depuis le 2 juillet 1917) Royaume du Siam (depuis le 22 juillet 1917) Liberia (depuis le 4 août 1917) République de Chine (depuis le 14 août 1917) Brésil (depuis le 26 octobre 1917) Guatemala (depuis le 23 avril 1918) Nicaragua (depuis le 8 mai 1918) Costa Rica (depuis le 23 mai 1918) Haïti (depuis le 12 juillet 1918) Honduras (depuis le 19 juillet 1918) | Europe, Afrique, Moyen-Orient, Chine, Océanie Océan Pacifique, Océan Atlantique | Victoire de la Triple-Entente Traité de Brest-Litovsk (1918) Traité de Versailles (1919) Traité de Saint-Germain-en-Laye (1919) Traité de Neuilly (1919) Traité de Trianon (1920) Traité de Sèvres (1920) |